# Omar Metioui
Omar Metioui (árabe: عمر المتيوي) (nacido en 1962) es un músico clásico marroquí. 
Nació en Tánger y originalmente se formó como farmacéutico, luego se concentró en la ejecución del oud  (árabe: عود ʿūd), o laúd árabe, así como en la interpretación como vocalista. Ha grabado con su propio Ensemble Omar Metioui, y es cofundador en 1994 junto al musicólogo, flautista y arquitecto español Eduardo Paniagua del grupo Ibn Báya Ensemble, dedicado a la recuperación de la música medieval andaluza. También fundó el grupo Al Ála Al-Andalusiyya (الالـــة الانــدلـســيــة) para la interpretación de nubah andalusí (نوبة أندلسيّة) y música árabe-andalusí.
Omar Metioui estudió música árabe-andaluza, laúd y solfeo en el Conservatorio de Tánger. En 1976 se unió a la orquesta musical l-'Arbî Siyyâr de Tánger bajo la dirección del maestro l-'Arbî l-Mrâbet. De 1987 a 1994 se unió a la Orquesta del Conservatorio de Tánger dirigida por Ahmed Zaytûnî. En 1994 creó el Ensemble Ibn Báya (مجموعة ابن باجة), un grupo hispano-marroquí de música antigua, junto a Eduardo Paniagua. En 1995, por encargo del Centre de Documentation Musicale de L'Andausia de Granada, realizó la transcripción y transliteración de nûba al-Istihlâl. En 1997 fundó el grupo de música sufí "Al-Shushtari and the Omar Metioui Traditional Music Ensemble".
En 2004 creó la asociación "Confluences Musicales" en Tánger, que trabaja sobre varios ejes. Organización de "tarab tanger", un festival de música tradicional del mundo, desde 2009. Creación, con Carlos Paniagua, del "''d ramal"4, en 2010. En 2005 formó un ensemble con Begoña Olavide, músico española de renombre internacional. Ha dado conciertos en Europa, Asia (Japón, Irán) y el mundo árabe. Imparte conferencias y dirige talleres de música, especialmente en los países del Magreb, España, Francia y Bélgica (donde obtuvo su título de Doctor en Farmacia en 1987 en la Universidad Libre de Bruselas).
Su discografía ha sido distribuida internacionalmente y ha ganado numerosos premios.

## Discografía seleccionada
- PN 150 Al-Ándalus – Al ala Al-Andalusiya Metioui
- PN 200 Al-Ándalus – Misticismo - Musica Sufi Andalusi Metioui
- PN 250 Al-Ándalus – Núba Al-Istihlal Metioui (era Sony)
- PN 360 Al-Ándalus – Ibn 'Arabi : El intérprete de los deseos (letra en árabe) Ens Ibn Bàya
- PN 430 Al-Ándalus – La Fuente del Amor Secreto El Laúd en la Música Andalusí Metioui
- PN 530 Al-Ándalus – ritual sufí-andalusi Al-Shushtarí (1212–1269) Metioui (Sony)
- PN 630 Al-Ándalus – Nuba Al-Maya (letra en árabe) Metioui
- PN 640 Al-Ándalus – Nuba rasd d-dayl. Cantos de la Noche (letra en árabe) Sony Metioui
- PN 650 Al-Ándalus – Sufíes de Al-Ándalus Metioui
- PN --- Al-Ándalus – Canto Andalusí Ibn Sahl de Sevilla 1212-1251 Metioui (Sony aún no reeditado PN)